# 参考
| ウィキペディアには「参考」という見出しの百科事典記事はありません（タイトルに「参考」を含むページの一覧/「参考」で始まるページの一覧）。 代わりにウィクショナリーのページ「参考」が役に立つかもしれません。 |